# Myers-Briggs typeindicator

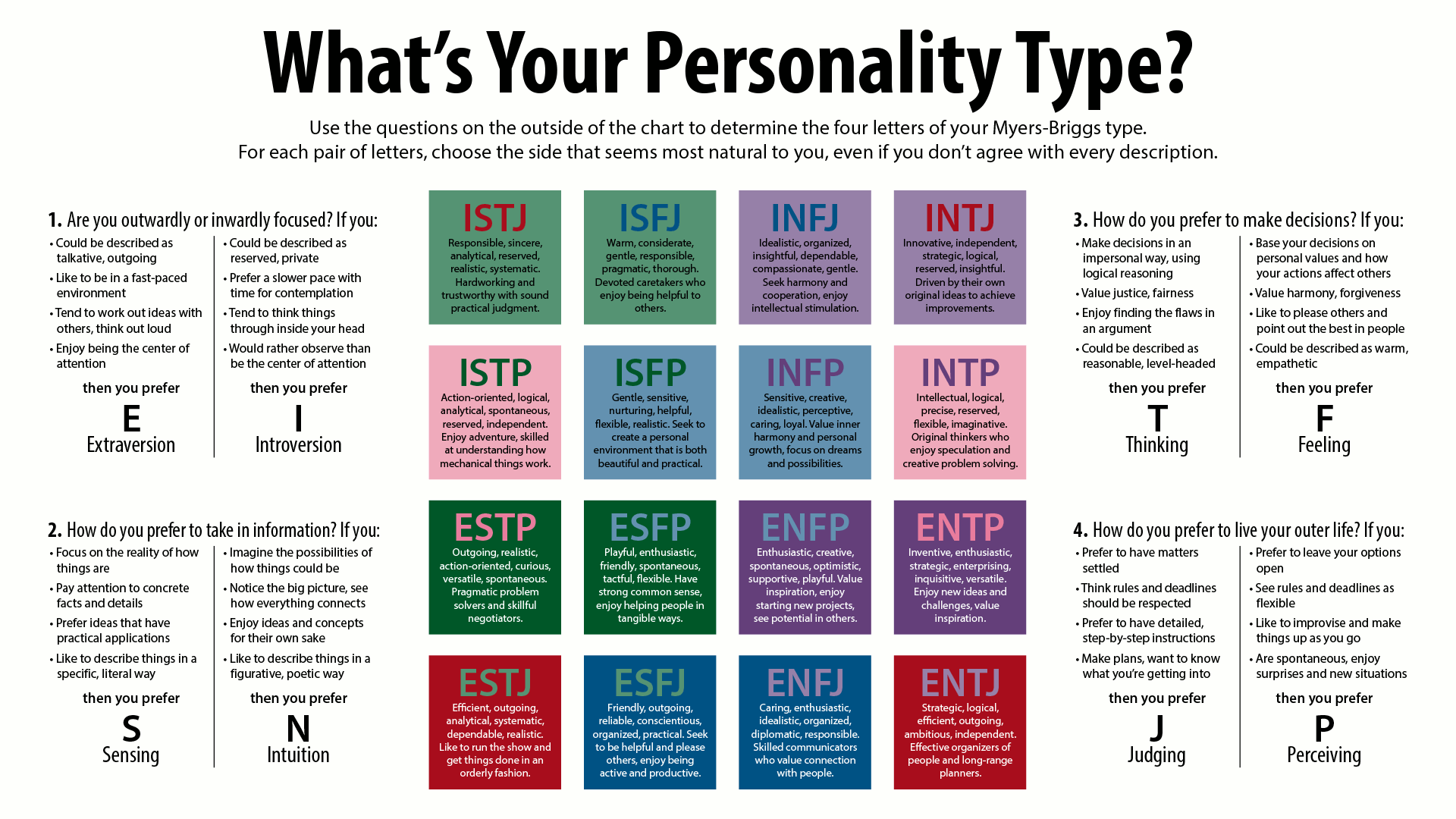
Engelstalig schema van MBTI persoonlijkheidstypen

De Myers-Briggs typeindicator (MBTI) is een psychometrisch instrument, dat wereldwijd wordt ingezet ten behoeve van persoonlijke ontwikkeling, teamontwikkeling en organisatieontwikkeling. De basis van het instrument is een vragenlijst met 88 items, gevolgd door zelfonderzoek en interactieve coaching. Het belangrijkste doel van de MBTI is het vergroten van het zelfbewustzijn, dat aan de basis ligt van alle persoonlijke ontwikkeling. 
Door de individuele MBTI-voorkeuren en de voorkeur van anderen te onderzoeken kan men belangrijke verschillen tussen mensen en hun voorkeuren op de vier MBTI-dimensies beter begrijpen en leren waarderen. Hierdoor is de MBTI onder andere in te zetten als model voor de verbetering van de communicatie tussen mensen en teamontwikkeling. 
Het model is ontwikkeld door Katharine Cook Briggs en haar dochter Isabel Briggs Myers op basis van theorieën van Carl Gustav Jung. Katharine begon met haar onderzoek in 1917.
MBTI kent een dichotome onderverdeling van persoonlijkheidstypes en onderscheidt zich daarmee van de wetenschappelijk onderbouwde continu benadering van persoonlijkheidstrekken waarbij elke persoon spectra van verschillende dimensies heeft die elk weer onder te verdelen zijn in specifiekere trekken of facetten.
De wetenschappelijke onderbouwing van het instrument ontbreekt grotendeels en sluit niet aan bij wetenschappelijk onderbouwde benaderingen als de big five.
De MBTI is echter ook niet met dit doel ontworpen, maar bedoeld als ontwikkelinstrument en wordt vooral gebruikt door arbeid- en organisatie psychologen, coaches en teams in het bedrijfsleven. De MBTI is geen test, maar een zelfevaluatie-instrument. Het instrument doet geen voorspelling over toekomstig gedrag van mensen en meet geen vaardigheden. De MBTI mag om deze reden dan ook niet ingezet worden voor werving en selectie. 

## Voorkeursparen
MBTI gaat uit van de voorkeuren van een persoon op vier voorkeursparen met elk twee categorieën:
E/I-voorkeurspaarExtraversion - richt en haalt de energie voornamelijk op en uit de wereld om zich heen
Introversion - richt en haalt de energie voornamelijk op en uit de innerlijke belevingswereld
S/N-voorkeurspaarSensing - besteedt voornamelijk aandacht aan feitelijke, concrete informatie en informatie uit de wereld om zich heen, gebruikmakend van ervaringen en eerder opgedane informatie
Intuition - besteedt voornamelijk aandacht aan verbanden en grote lijnen, gebruik makend van inspiratie en de mogelijkheden in de toekomst, focust op dat wat er nog niet is
T/F-voorkeurspaarThinking - voorkeur voor het nemen van beslissingen op basis van logica en afwegen van inhoudelijke argumenten
Feeling - voorkeur voor het nemen van beslissingen op basis van persoonlijke waarden en de impact van de beslissing op de betrokkenen
J/P-voorkeurspaarJudging - voorkeur voor een planmatige en geordende manier van werken en het afronden van zaken
Perceiving - voorkeur voor een flexibele en spontane manier van werken, informatie verzamelend, opties open houdend

## Types
Op deze manier kunnen zestien types onderscheiden worden:
| Keirsey/Jung | Keirsey/Jung              | Abstract / Intuition        | Abstract / Intuition                | Concreet / Sensing           | Concreet / Sensing           |
| MBTI         | MBTI                      | Sturend / Judging           | Informerend / Perceiving            | Sturend / Judging            | Informerend / Perceiving     |
| ------------ | ------------------------- | --------------------------- | ----------------------------------- | ---------------------------- | ---------------------------- |
| Affiliatief  | Introversion / Reagerend  | INFJ Voorziener Consulent   | INFP Harmoniezoeker Verklaringgever | ISFJ Planner Inspecteur      | ISFP Beschermer Ondersteuner |
| Affiliatief  | Extraversion / Initiërend | ENFJ Visionair Mentor       | ENFP Ontdekker Advocaat             | ESFJ Verwezenlijker Opziener | ESFP Leidsman Bewaarder      |
| Pragmatisch  | Introversion / Reagerend  | INTJ Ontwikkelaar Architect | INTP Designer Theoreticus           | ISTJ Analist Operator        | ISFP Componist Producer      |
| Pragmatisch  | Extraversion / Initiërend | ENTJ Strateeg Mobilisator   | ENTP Onderzoeker Uitvinder          | ESTJ Promotor Uitvoerder     | ESFP Motivator Presentator   |

MBTI is een veel gebruikte methodiek om bij teamontwikkeling de verschillende voorkeuren en types binnen een team te kunnen onderzoeken. Op basis hiervan kunnen binnen het team afspraken gemaakt worden over de manier van samenwerken.
| MBTI (ruwe indicatie) | Abstract / Intuition            | Concreet / Sensing          |
| --------------------- | ------------------------------- | --------------------------- |
| Affiliatief           | INFJ INFP ENFJ ENFP Idealist    | ISTJ ISFJ ESTJ ESFJ Bewaker |
| Pragmatisch           | INTJ INTP ENTJ ENTP Rationalist | ISTP ISFP ESTP ESFP Artiest |

## Geschiedenis van de systematiek

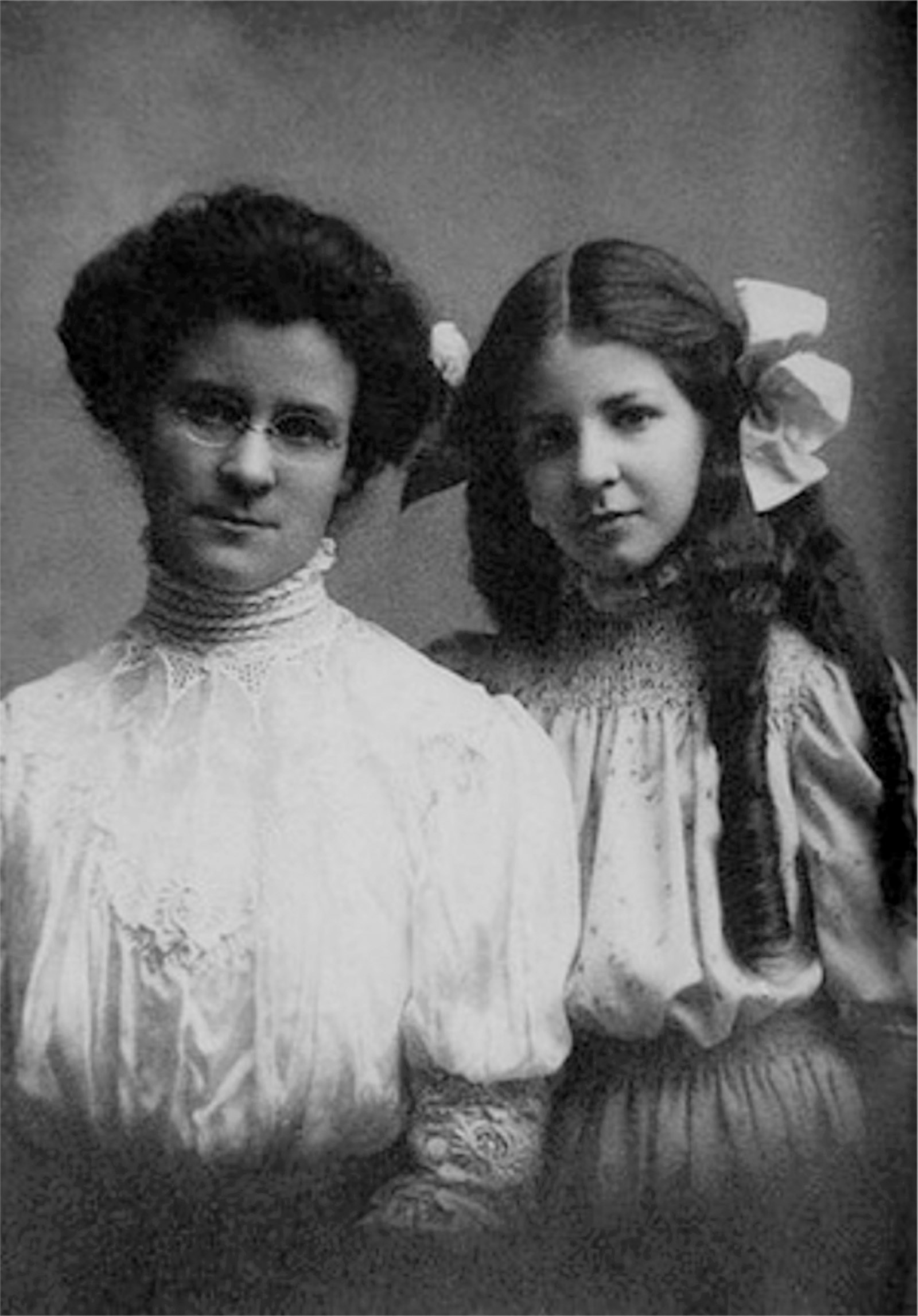
Katherine Cook Briggs en Isabel Briggs Myers

Carl Gustav Jung heeft een psychologische theorie opgezet waarin het brein op twee verschillende manieren werkt: een rationele beoordelende werking – thinking of feeling – en een irrationele beschouwende – sensing of intuition. Volgens Jung worden deze beide functies vervolgens geuit op twee verschillende manieren: een introverte of een extraverte wijze. Op deze theorie zijn Katherine Cook Briggs en Isabel Briggs Myers  verder gaan bouwen
Aan deze drie dimensies hebben Briggs en Myers vervolgens een vierde toegevoegd om het model van Jung eenvoudiger uit te kunnen leggen en te kunnen duiden. Uit onderzoek bleek namelijk dat mensen een voorkeur hebben om hun rationele (thinking/feeling), dan wel hun irrationele (sensing/intuition) kant te laten zien. Dit wordt uitgedrukt in het paar judging en perceiving.
Mensen met een voorkeur voor judging laten thinking of feeling zien aan de wereld om hen heen, de rationele werkingen waarmee zij beslissingen nemen. Een TJ combinatie geeft de voorkeur aan beslissen op basis van ratio, oorzaak gevolg en is gericht op het afronden van zaken op een logische, geordende wijze. Zij komen hierdoor vaak erg logisch en gestructureerd over op anderen. Een FP combinatie is gericht op het nemen van besluiten op basis van waarden, houden hun opties open terwijl ze informatie verzamelen en houden van flexibiliteit. Zij komen hierdoor vaak over op anderen als spontaan, vriendelijk, nieuwsgierig en wendbaar. 
De MBTI voorkeuren zijn geen garantie of voorspelling voor het daadwerkelijke gedrag van een persoon. In de praktijk gebruiken mensen afhankelijk van de situatie gedrag dat bij alle 8 MBTI voorkeuren hoort, ook gedrag dat tegenovergesteld is aan MBTI-voorkeuren.
De Myers-Briggs theorie ziet het persoonlijkheidstype als deels aangeboren en deels ontstaan door omgevingsfactoren. Geen van de MBTI-types is volgens de theorie beter of slechter dan een andere.
Uit de vier voorkeursparen van de MBTI kunnen 16 verschillende types ontstaan, op basis van de persoonlijke keuze van de respondent per dimensie. Deze worden verkort tot de vier letters van het type. Bijvoorbeeld dus INFP (Introversion, iNtuition, Feeling, Perceiving) of ESTJ (Extraversion, Sensing, Thinking, Judging).
De vier letters van de MBTI interacteren met elkaar, het persoonlijkheidstype is meer dan de som der delen. In de uitkomst van de vragenlijst staat beschreven hoe consistent de ene voorkeur gekozen is boven de andere voorkeur, op een helderheidsindex. Deze score zegt niets over de sterkte van de voorkeur, alleen hoe duidelijk gekozen is voor antwoorden die horen bij deze voorkeur. Het best-passende type wordt door de respondent zelf bepaald, na uitgebreid zelfonderzoek, dat bij voorkeur plaatsvindt onder begeleiding. 

## Coaching en teambuilding
Verschillende coaches en trainers gebruiken MBTI om individuen en teams inzicht te geven in de verschillen tussen mensen en persoonlijke talenten van werknemers in een organisatie.

## Kritiek
Alhoewel MBTI zeer populair is in de hr-wereld, bestaat er kritiek op de wetenschappelijke onderbouwing voor deze theorie. 
Het model is gebaseerd op het  werk van Carl Gustav Jung. Jung deed zelf evenwel niet aan wetenschappelijk onderzoek, maar aan empirische observaties.
De MBTI is ontwikkeld door Myers en Briggs, die nooit een psychologische opleiding kregen, echter is de vragenlijst uitgebreid onderzocht door psychologen van The Myers-Briggs Company en onder andere de British Psychological Society.  
De MBTI is niet te vergelijken met een tool als de wetenschappelijk onderbouwde big five. In tegenstelling tot big five wordt MBTI ook niet door de academische wereld ondersteund en verder onderzocht. Om deze reden bestaan er nauwelijks wetenschappelijke artikelen die de typologie ondersteunen.
De dichotomie extraversie-introversie is terug te vinden in de driedimensionale theorie van Hans Eysenck en de big five. Er is dan waarschijnlijk ook een correlatie te zien bij de verschillende modellen. Voor de andere drie dichotomieën zijn echter geen wetenschappelijke aanwijzingen dat deze werkelijk overeenkomen met verschillen in persoonlijkheid.  
De betrouwbaarheid en validiteit van de test is recentelijk opnieuw onderzocht door de British Psychological Society. De MBTI is aangemerkt als tool voor persoonlijke ontwikkeling. Daarbij dient de kanttekening geplaatst te worden dat de MBTI niet kan worden gebruikt voor recruitment, het voorspellen van gedrag of vaardigheden. 
Desalniettemin blijft er kritiek bestaan op de tool, met name vanuit wetenschappers die twijfelen aan de constructvaliditeit en de theorie achter persoonlijkheidstype in het algemeen, dit geldt niet alleen voor de MBTI maar voor alle op deze theorie gestoelde instrumenten. Daarnaast zijn er organisaties die de tool blijven inzetten voor recruitment, terwijl de MBTI hier niet voor bedoeld is.